# Kilrush
Kilrush (irisch Cill Rois) ist eine Stadt im County Clare, Irland, mit 2649 Einwohnern (2022). Es ist die Nachbarstadt von Kilkee und liegt an der Mündung des Flusses Shannon. Auf der vorgelagerten Insel Scattery Island befindet sich die Ruine eines Klosters aus dem frühen 6. Jahrhundert.
Im Jahr 2015 gewann Kilrush eine Goldmedaille der Entente Florale Europe. Im europaweiten Gartenbaubewerb vertrat Kilrush die Republik Irland in der Kategorie für Ortschaften von weniger als 5000 Einwohnern.

## Yachthafen
Der Hafen von Kilrush, mit Schleusentor zur Mündung des Shannon, beherbergt den größten Yachthafen der irischen Westküste mit 120 Liegeplätzen.
Am Yachthafen unterhält die Shannon Dolphin and Wildlife Foundation ein Informationszentrum. Das Mündungsgebiet des Shannon vor Kilrush ist Lebensraum von Delfinen, die dort ganzjährig leben.

## Sehenswürdigkeiten in Kilrush und Umgebung
- Vandeleur Walled Garden: ummauerte Gartenanlage am ehemaligen Landhaus der Unternehmerfamilie Vandeleur
- Loop Head und Cliffs of Kilkee: Kilrush eignet sich gut als Ausgangspunkt für Ausflüge zum Loop Head und zu den Cliffs of Kilkee, welche als Geheimtipp gelten können, da die meisten Touristen zu den bekannten Cliffs of Moher fahren. Malerisch entlang der Küste schlängelt sich die N67 in Richtung Galway City. Auf dem Weg liegt das bekannte Golf-Städtchen Lahinch, die Cliffs of Moher (über die R478) und das Dorf Doolin mit Fährverbindungen zu den Aran Islands. In anderer Richtung führt die N67 per Fähre über den River Shannon nach Tarbert im County Kerry und erspart damit einen Umweg von ca. 140 km über Limerick City.

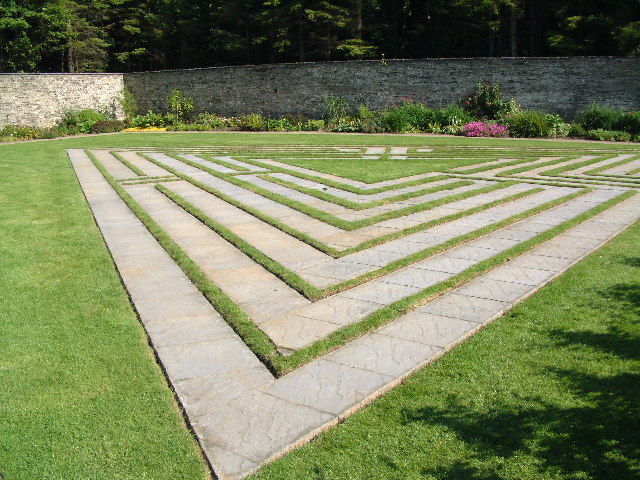
Vandeleur Walled Garden
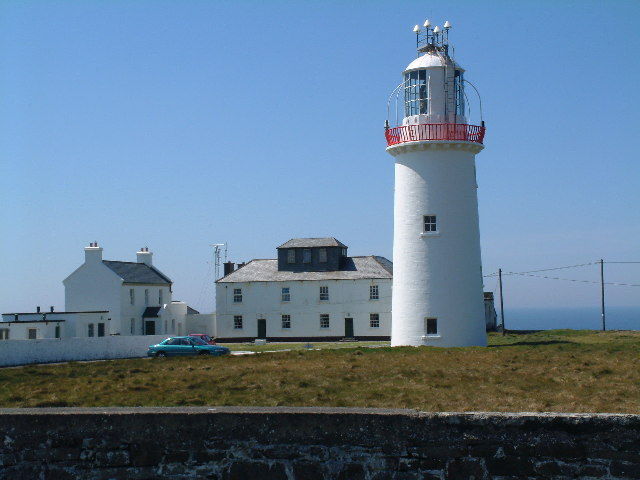
Loop Head Lighthouse
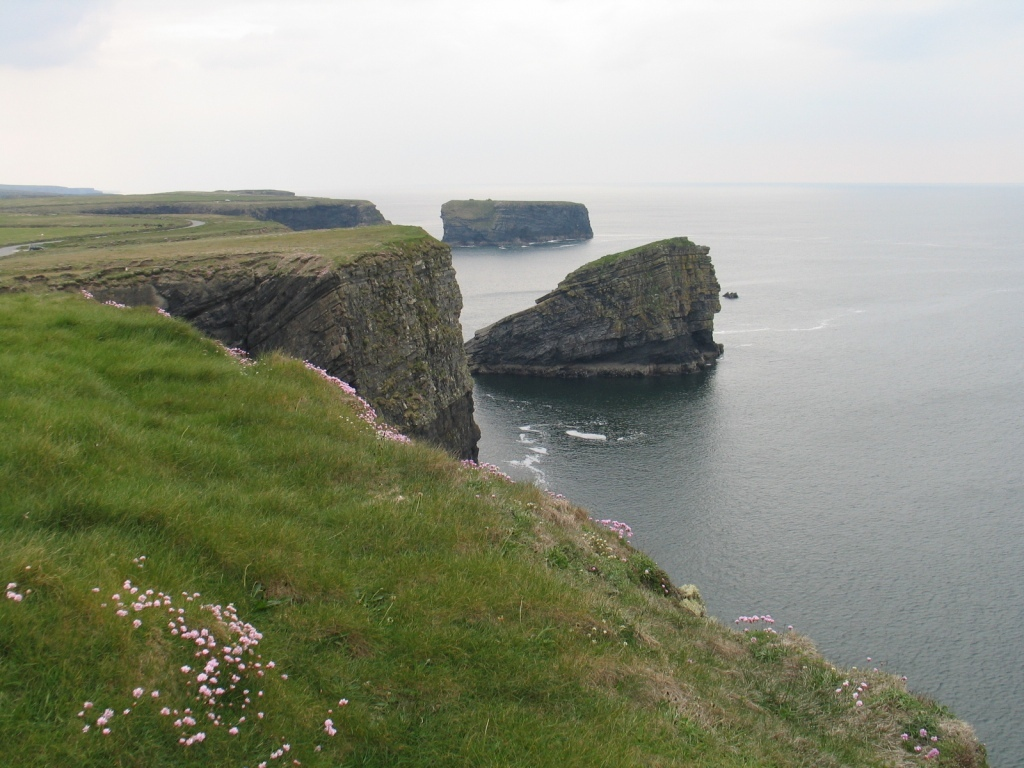
Cliffs of Kilkee

## Städtepartnerschaften
- Plouzané (seit 1982), Region Bretagne, Frankreich

## Söhne und Töchter der Stadt
- Thomas Cusack (1858–1926), US-amerikanischer Politiker
- Michael Tubridy (* 1935), irischer Flötenspieler
- Joe Jacob (* 1939), irischer Politiker
- Mary Upton (* 1946), irische Politikerin
- Pat Upton (1944–1999), irischer Politiker